# 声優魂!
『声優魂！』（せいゆうだましい）は、ニコニコ生放送やFRESH!などで毎月第3日曜日20：00より放送されている声優バラエティ番組である。MCは声優の松岡由貴。番組キャッチコピーは『ノスタルジック声優バラエティ』。

## 概要

### 出演
MCとして松岡由貴、ゲスト、アシスタント2名（大阪エンタテインメントデザイン専門学校の生徒）の合計4名に加え、番組マスコットのコンちゃんが出演。

### 特徴
普段メディアに顔出ししないベテラン声優や大物声優がゲストとして多数登場。『ノスタルジック声優バラエティ』という番組のキャッチコピー通り、声優のデビュー当時の話や、有名作品の裏話についてなど深くトークしていく。
また、ゲストが好きなアニメ、映画、ゲームなどを紹介するコーナーや、MCである松岡とゲストが共演するミニアニメコーナーなど、凝った番組作りがされている。

### 課金要素
2017年8月21日時点で番組に課金要素はなく、全ての視聴が無料。

### 視聴期間
生放送を見逃した場合、ニコニコ生放送ではタイムシフトで生放送後1週間、FRESH!では無期限で過去の放送を視聴することができる。いずれも視聴無料。

### アフタートーク
生放送に登場したゲストとのアフタートークが毎週日曜日（第3、5を除く）20：00に配信。1人のゲストにつき全3回。
パート1は生放送で語りきれなかった部分についてのトークや、ゲストの番組への感想などが主。
パート2は生放送で紹介しきれなかった視聴者からのお便りを紹介。
パート3はゲストが次回の生放送に出演するゲストに、ミニアニメで演じてほしい役をリクエストする。

### ノベルティグッズ
その回でお便りが紹介された視聴者、及び生放送中に公式Twitterをリツイートした視聴者に対し、ノベルティグッズが贈られる。
ノベルティグッズは、松岡とゲストのサイン入りクリアファイル。

### 配信場所
大阪エンタテインメントデザイン専門学校より生放送している。

## コーナー
- 声優魂小劇場  松岡とゲストによる紙芝居風ミニアニメコーナー。アフタートークで前回ゲストがリクエストした役を２人が演じる。
- 輝く！声優魂 写メデミー賞！  ゲストのプライベート写真を公開。視聴者がその写真にコメントで「◯◯で賞」と賞をつける。
- 観たがりアニメ！魂ネット！  ゲストが黄色い半被を着て、ジャパネットたかた風に思い出深い作品を熱く語る。
- 声優魂 グラフティ  ゲストが人生の格言を発表。その格言を知るに至った声優人生をグラフ形式で振り返る。
- 声優魂！ 学生部！  大阪エンタテインメントデザイン専門学校に通う、声優の卵たちが様々な企画にチャレンジする。

## 出演ゲスト
| 放送日     | 放送回数 | ゲスト                       | 備考                                                              |
| ---------- | -------- | ---------------------------- | ----------------------------------------------------------------- |
| 2012/9/23  | 第1回    |                              | OBC「恋するチコニーニャ」イベント合同配信（京都 岩倉 実相院より） |
| 2012/11/18 | 第2回    | 工藤真由                     | 企画会議vol.2                                                     |
| 2013/1/27  |          |                              | 企画会議vol.2                                                     |
| 2013/3/24  | 第3回    |                              | 東京国際アニメフェア2013＆全日本声優コンテスト「声優魂」特集      |
| 2013/4/28  | 第4回    | 米澤円                       |                                                                   |
| 2013/5/26  | 第5回    | 恒松あゆみ                   |                                                                   |
| 2013/6/23  | 第6回    | 松岡由貴                     |                                                                   |
| 2013/7/28  | 第7回    | 野田順子                     |                                                                   |
| 2013/8/25  | 第8回    | 大本眞基子                   |                                                                   |
| 2013/10/20 | 第9回    | 陶山章央                     |                                                                   |
| 2013/11/17 | 第10回   | 茂呂田かおる                 |                                                                   |
| 2013/12/15 | 第11回   | 前田ゆきえ                   |                                                                   |
| 2014/10/19 | 第12回   | 山下亜矢香                   |                                                                   |
| 2014/2/16  | 第13回   | 田中一成                     |                                                                   |
| 2014/3/21  | 第14回   |                              | 日本橋ストリートフェスタ特集                                      |
| 2014/4/20  | 第15回   | 咲乃藍里                     |                                                                   |
| 2014/5/18  | 第16回   | 瀧本富士子                   |                                                                   |
| 2014/6/15  | 第17回   | 前田ちあき                   |                                                                   |
| 2014/7/27  | 第18回   | 宇和川恵美                   |                                                                   |
| 2014/8/24  | 第19回   | 氷上恭子                     |                                                                   |
| 2014/9/21  | 第20回   | 黒河奈美                     |                                                                   |
| 2014/10/19 | 第21回   | 倉田雅世                     |                                                                   |
| 2014/11/16 | 第22回   | 岡本寛志                     |                                                                   |
| 2014/9/21  | 第23回   | 千葉千恵巳                   |                                                                   |
| 2015/1/18  | 第24回   | 野田順子                     |                                                                   |
| 2015/2/15  | 第25回   | 津久井教生                   |                                                                   |
| 2015/3/21  | 第26回   | ささきのぞみ                 |                                                                   |
| 2015/4/19  | 第27回   | 前田登（はりけ〜んず）       |                                                                   |
| 2015/5/17  | 第28回   | 柳原哲也（アメリカザリガニ） |                                                                   |
| 2015/6/21  | 第29回   | 笹川亜矢奈                   |                                                                   |
| 2015/7/26  | 第30回   | 田中一成                     |                                                                   |
| 2015/8/23  | 第31回   | ゆきのさつき                 |                                                                   |
| 2015/9/20  | 第32回   | 宍戸留美                     |                                                                   |
| 2015/10/18 | 第33回   | 金月真美                     |                                                                   |
| 2015/11/15 | 第34回   | 川村万梨阿                   |                                                                   |
| 2015/12/20 | 第35回   | 山下亜矢香                   |                                                                   |
| 2016/1/17  | 第36回   | あおきさやか                 |                                                                   |
| 2016/2/21  | 第37回   | 笹本優子                     |                                                                   |
| 2016/3/20  | 第38回   | 中村俊洋                     |                                                                   |
| 2016/4/18  | 第39回   | 石毛佐和                     | 番組名が『声優魂』から『声優魂！』へリニューアル。                |
| 2016/5/15  | 第40回   | 小形満                       |                                                                   |
| 2016/6/19  | 第41回   | 宮原永海                     |                                                                   |
| 2016/7/17  | 第42回   | 白石稔                       |                                                                   |
| 2016/8/21  | 第43回   | 山川琴美                     |                                                                   |
| 2016/9/18  | 第44回   | 小林由美子                   |                                                                   |
| 2016/10/16 | 第45回   | 川田妙子                     |                                                                   |
| 2016/11/20 | 第46回   | 西村ちなみ                   |                                                                   |
| 2016/12/18 | 第47回   | こおろぎさとみ               |                                                                   |
| 2017/1/15  | 第48回   |                              | 特別MCとして白石稔が出演。                                        |
| 2017/2/19  | 第49回   | 伊藤健太郎                   |                                                                   |
| 2017/3/19  | 第50回   | 緒方恵美                     |                                                                   |
| 2017/4/16  | 第51回   | 阪口大助                     |                                                                   |
| 2017/5/21  | 第52回   | 松井菜桜子                   |                                                                   |
| 2017/6/18  | 第53回   | 千葉千恵巳                   |                                                                   |
| 2017/7/18  | 第54回   | 杉山紀彰                     |                                                                   |
| 2017/8/20  | 第55回   | 中尾隆聖                     |                                                                   |
| 2017/9/17  | 第56回   | 岡村明美                     |                                                                   |